# Den Stærkeste (film fra 1915)
 For alternative betydninger, se Den Stærkeste. (Se også artikler, som begynder med Den Stærkeste)
Den Stærkeste er en dansk stumfilm fra 1915 med ukendt instruktør.

## Handling
Denne artikel mangler et handlingsreferat. Hjælp os med at skrive det.

## Medvirkende
- Emanuel Gregers - Grev von Liewen
- Dagny Tychsen - Grevinde von Liewen
- Gudrun Houlberg - Jolante, grevens datter
- Hildur Møller - Klarisse, varietédanserinde
- Emil Skjerne - Garderhusar
- Thorleif Lund - En tilbeder